# Géographie de Brunei
Brunei est un pays d'Asie du Sud-Est, situé sur la côte nord de l'île de Bornéo et  bordé par la mer de Chine méridionale. D'un superficie de 5 765 km2,  il est frontalier de la Malaisie (notamment de l’État de Sarawak) qui sépare Bruneï en deux parties distinctes.  

## Climat
Le climat de Brunei est chaud, humide et tropical avec des pluies importantes (saison de la mousson de novembre à mars).

## Végétation
Brunei étire ses forêts émeraude jusqu'aux portes de la capitale : Bandar Seri Begawan.

## Composition
Le pays est principalement composé d'une plaine côtière, basse et très humide, voire marécageuse par endroits qui représente 55 % de la superficie du pays. 
Il est montagneux à l'est et vallonné à l'ouest. 
Le point le plus bas est au niveau de la mer, le plus haut est le Bukit Pagon qui culmine à 1 850 mètres, sur la frontière avec la Malaisie.
La mer de Chine méridionale borde cet État sur près de 161 kilomètres, le principal fleuve est le Belait, long de 206 kilomètres.

## Ressources
Les principales ressources sont le pétrole, le gaz naturel, le bois et la pêche.

## Utilisation du territoire
- Terres arables : 1 %
- En culture permanente : 1 %
- Pâturages : 1 %
- Forêts : 85 %
- Autres : 12 % (est. 1993)